# Isidre Bonsoms i Sicart
Isidre Bonsoms i Sicart (* 1849 in Barcelona; † 14. November 1922 in Mallorca) war ein katalanischer Bibliophiler und Gelehrter.

## Leben
Im Jahr 1910 vermachte er der Biblioteca de Catalunya eine Sammlung historisch-politischer Broschüren über Ereignisse in der Geschichte Kataloniens aus dem 16. bis hin zum 19. Jahrhundert, größtenteils gedruckt in Katalonien.
Enthalten ist Material von geschichtlichen Ereignissen, gesetzlichen Anordnungen, öffentlichen Ausrufen, Parteien, Flugblättern und Schmähschriften. Auch sammelte Bonsoms eine Vielzahl an Berichten zu Prozessen und richterlichen Urteilen, politischen Reden, Predigten anlässlich verschiedener Ereignisse, Drucksachen von lokalem Interesse, Romane und anderes Kleinschrifttum zu unterschiedlichen Themen.
Im Jahre 1914 teilte Isidre Bonsoms der Biblioteca de Catalunya seine Absicht mit, der Bibliothek zusätzlich seine umfangreiche Cervantes-Sammlung von insgesamt 3367 Bänden zu schenken. Diese ging 1915 in den Bestand der Bibliothek über. Sie ist heute eine der wertvollsten und größten Sammlungen über Cervantes und sein Werk. Sie beinhaltet Werke von Cervantes in originaler Sprache und Übersetzungen, biografische und literaturkritische Werke sowie vom Original inspirierte, adaptierte und ikonografische Werke. Derzeit umfasst die Sammlung etwa 9000 Bände, darunter Originale der ersten Ausgaben aller Werke von Cervantes mit Ausnahme von La Galatea, wovon aber die zweite Ausgabe vorhanden ist. Außerdem sind die ersten sechs Ausgaben des Quijote von 1605, bibliophile Exemplare und Publikationen des Werks von Cervantes in mehr als 50 Sprachen enthalten.
Zu Ehren des großzügigen Gelehrten hat das Institut d’Estudis Catalans den Isidre Bonsoms-Preis geschaffen. Er zeichnet das beste Werk unter allen Forschungsarbeiten, Veröffentlichungen, Bibliographien, Kunstwerken, Kritiken, Biographien und musikalischen Werken sowie allen Romanen und Erzählungen mit Bezug zu Cervantes’ Werk oder anderen Abenteuer- und Rittererzählungen aus.